# 中山大道 (武汉市)
中山大道 是一条从西南部的硚口路到东北部的黄浦路，贯穿整个汉口中心区的商业街，总长8445米。中间与武胜路、三民路、民生路、江汉路、南京路、黄石路、黄兴路、车站路、蔡锷路、胜利街、一元路、三阳路等共48条能通行机动车辆的街道相交，南与沿河大道和沿江大道、北与解放大道和建设大道平行。
- 一元路往西的中山大道是1906年京汉铁路通车时，张之洞拆除汉口城垣形成的。歆生路（今江汉路）以上名为后城马路[1]。从三民路（六渡桥）到歆生路商铺林立。是武汉最繁华的地方。至今留下南洋大楼，民众乐园、水塔、总商会、中国银行等近代建筑。
- 歆生路至界限路（今合作路口）属于汉口英租界，名为湖北街。是华中地区的金融贸易中心，布满银行大楼。
- 界限路口至夷玛街（黎黄陂路）下首原属汉口俄租界，名亚历山大街，收回后改名五族街；
- 巴黎街（黄兴路）口以上至德托美领事街（胜利街）口下首属于汉口法租界，曾先后名亚尔萨斯罗南尼街、西贡街；
- 皓街（一元路）稍上至实街（六合路）稍下，是汉口德租界与华界的分界线，旧名汉景街；
- 上小路（陈怀民路）至大正街（芦沟桥路）属于汉口日租界，旧名平和街，大正街至麻阳街一段为汉口日租界1921年越界筑路。

1999年和2016年，中山大道经过两次复原改造，昔日繁华盛景得到一定恢复。

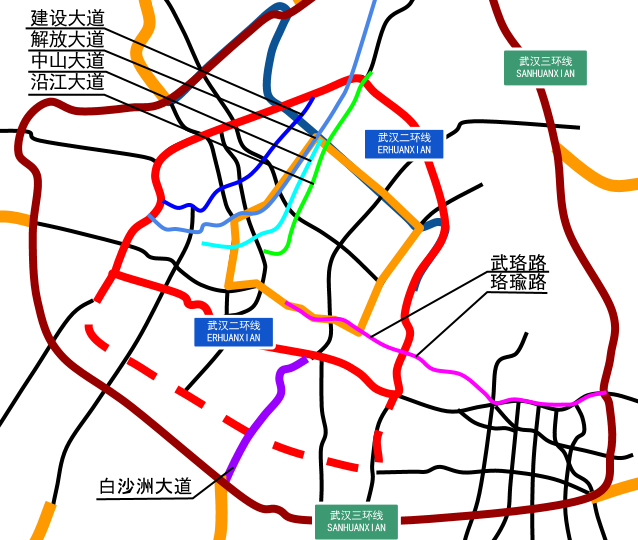
中山大道在武汉路网中的位置

## 相册

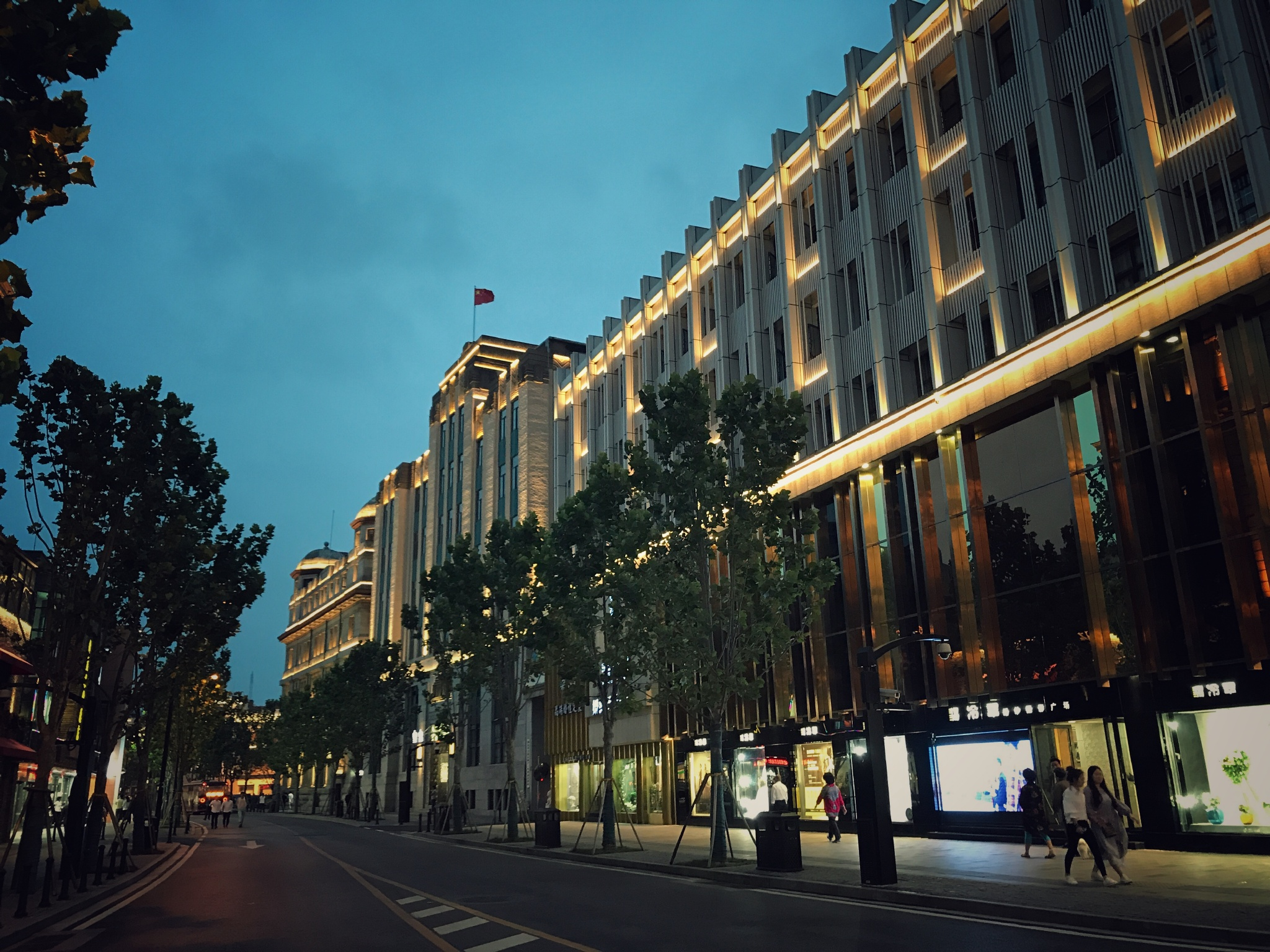
夜間的中山大道
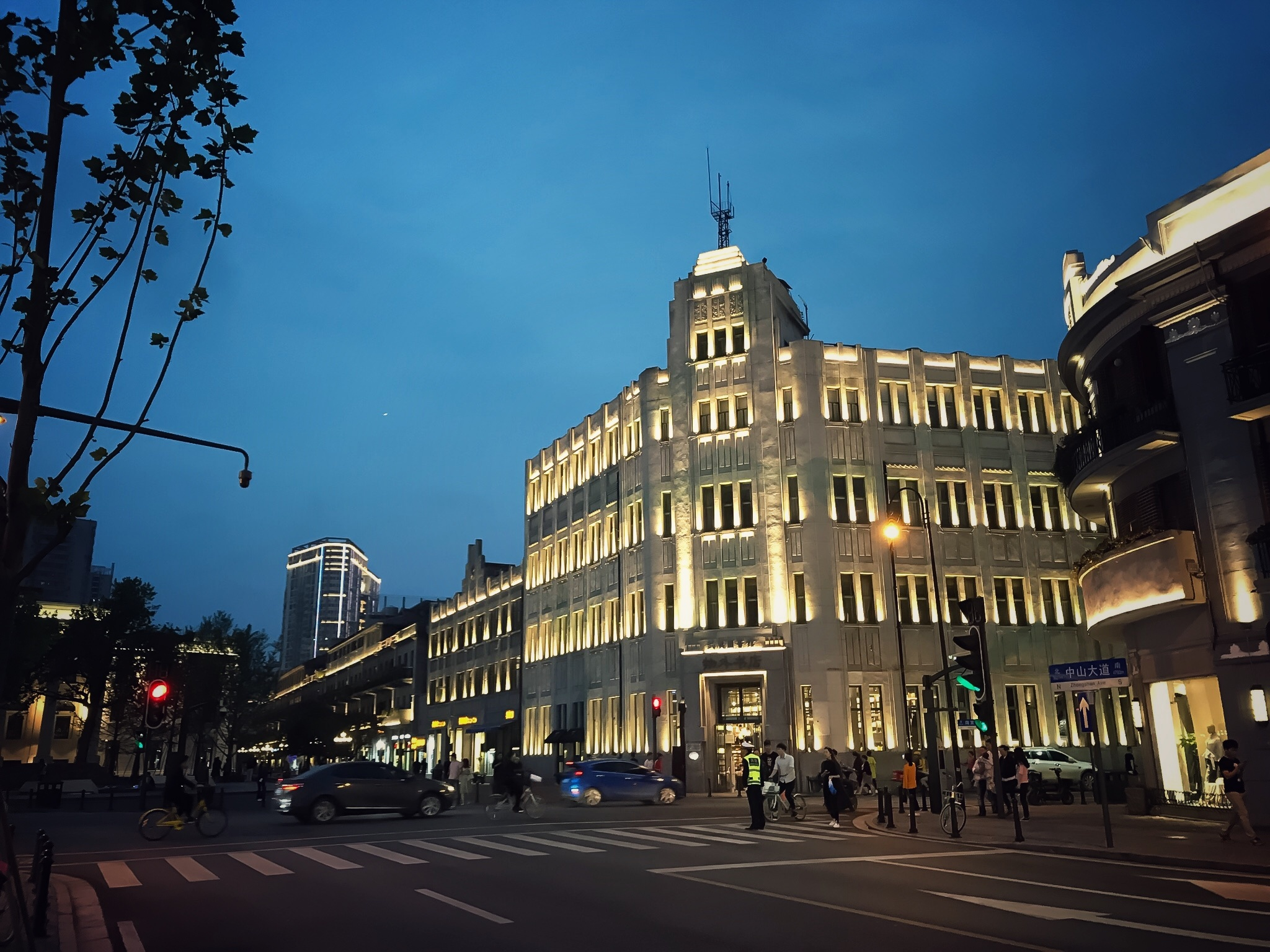
原物外書店
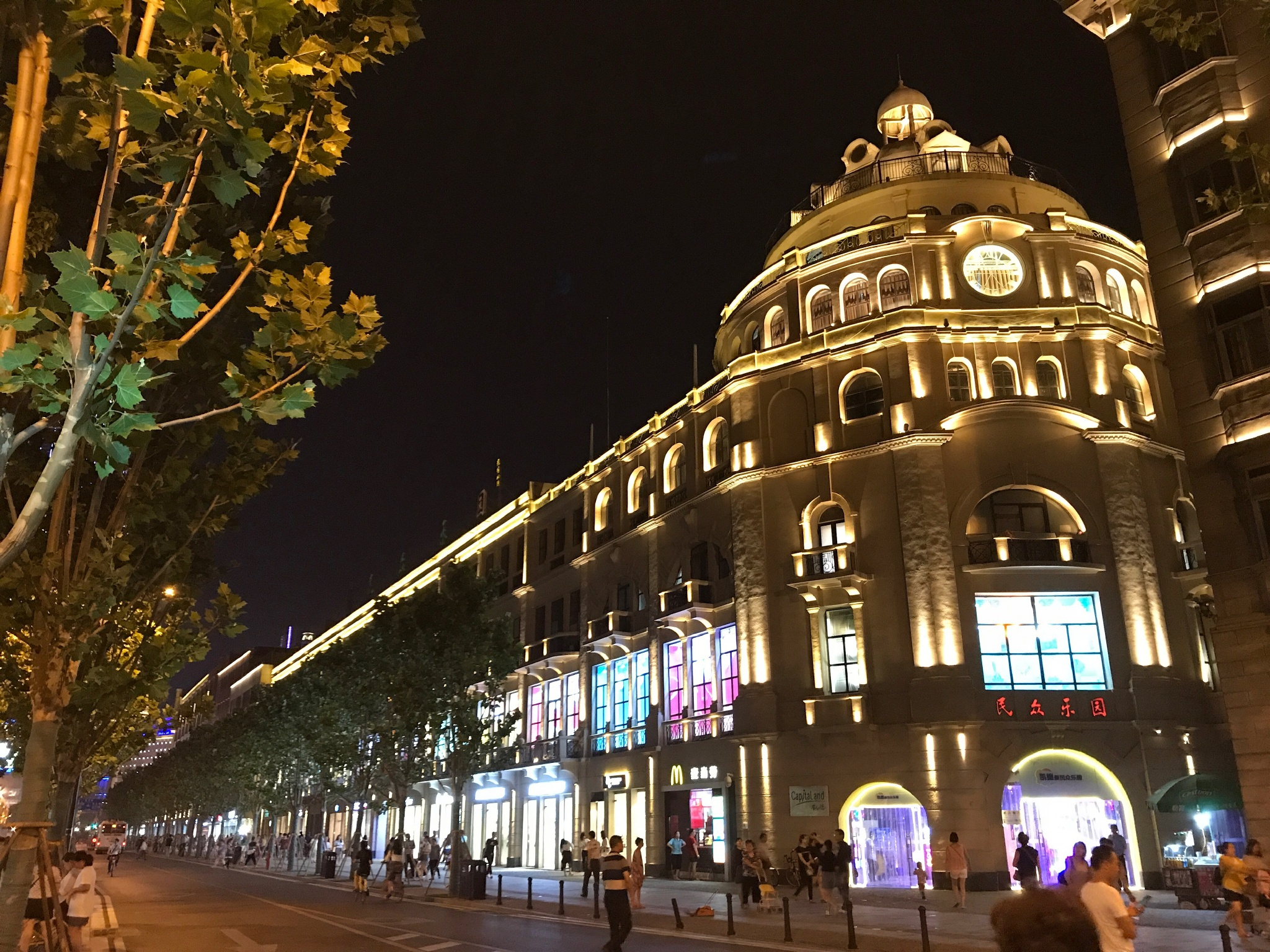
民眾樂園
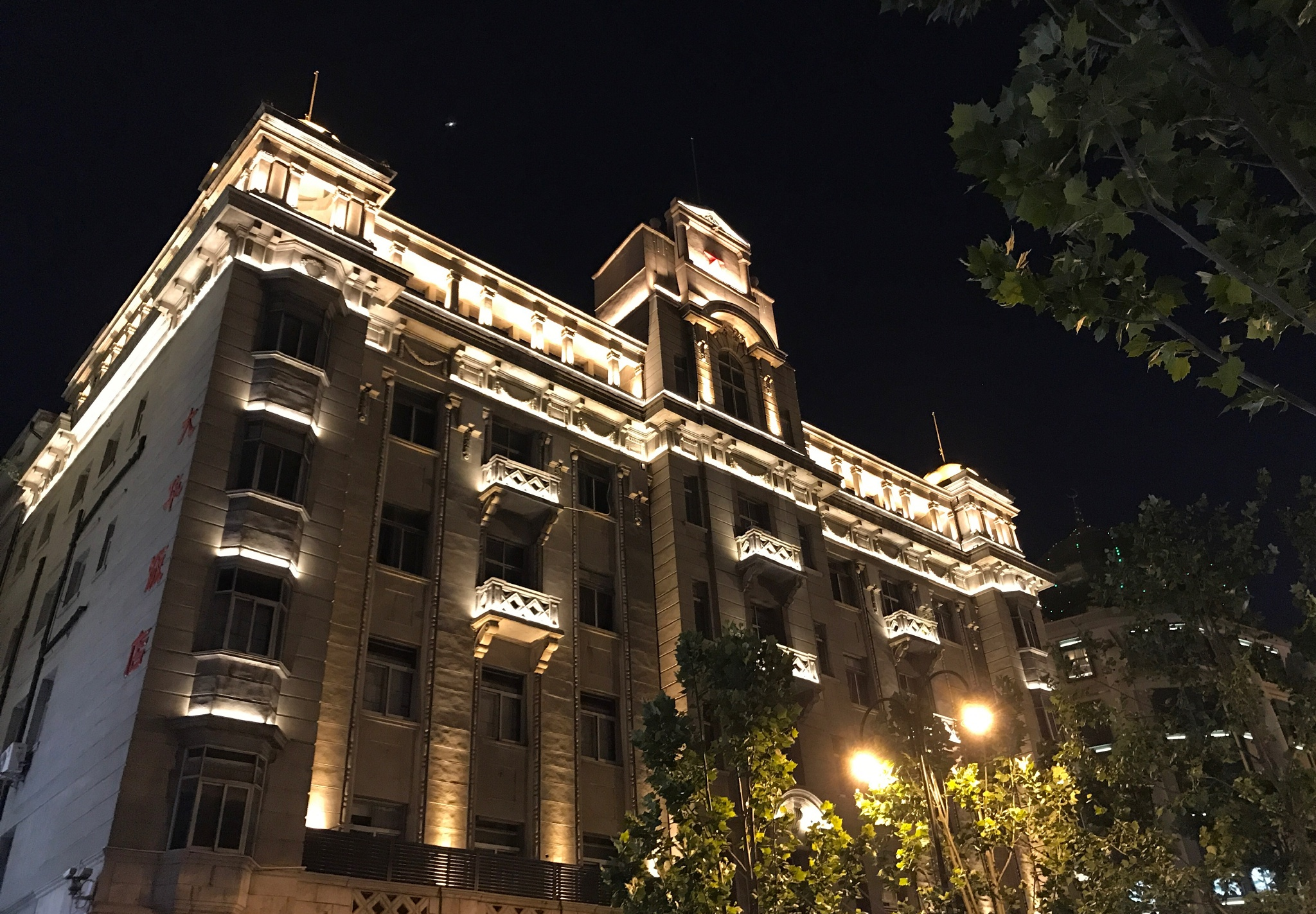
原武漢國民政府大樓
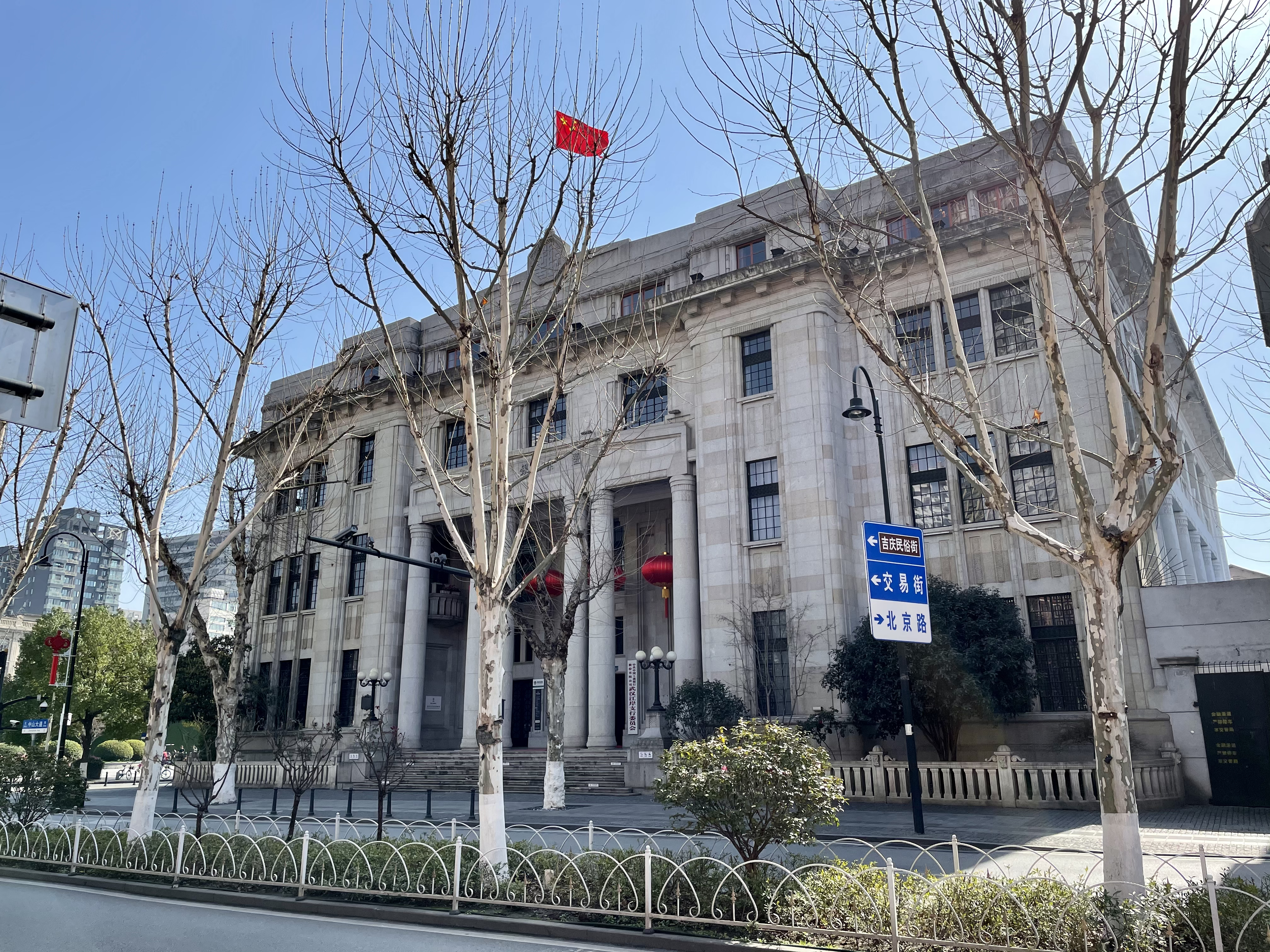
原漢口鹽業銀行大樓
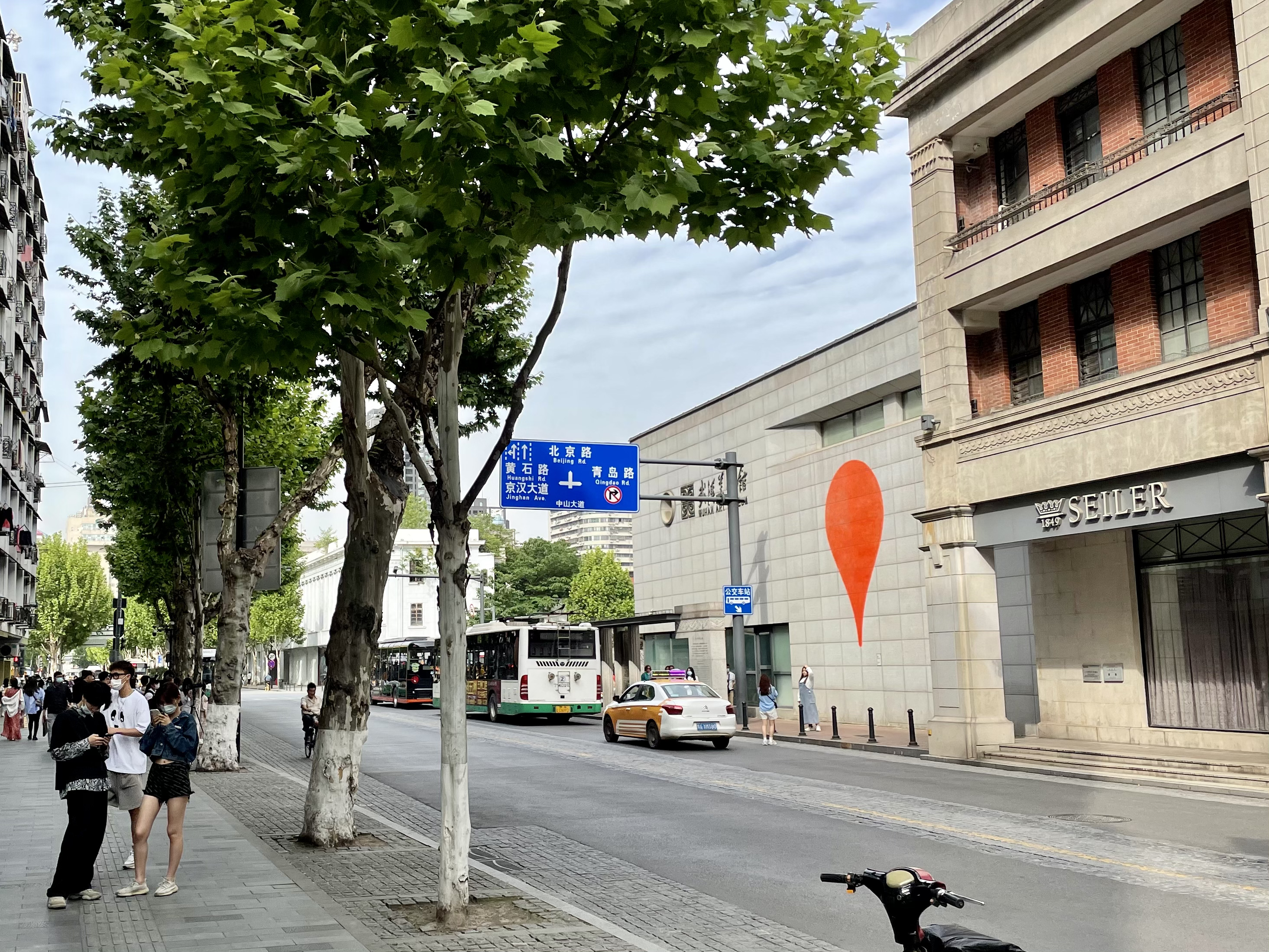
武漢美術館
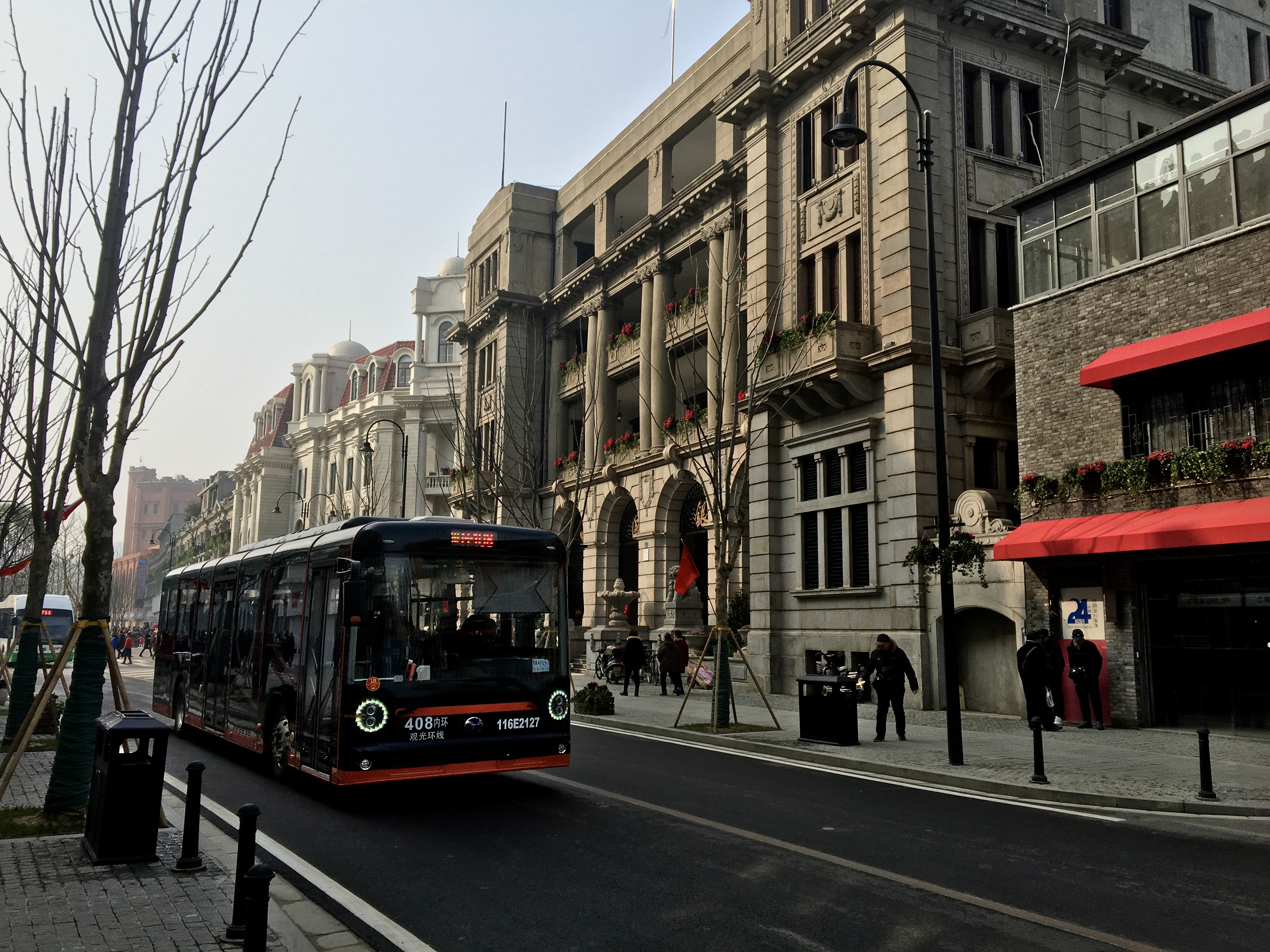
中山大道上的旅遊巴士
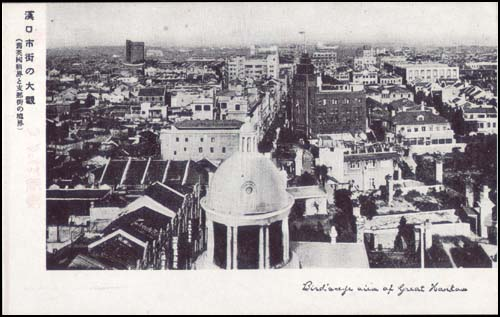
1940年代的中山大道
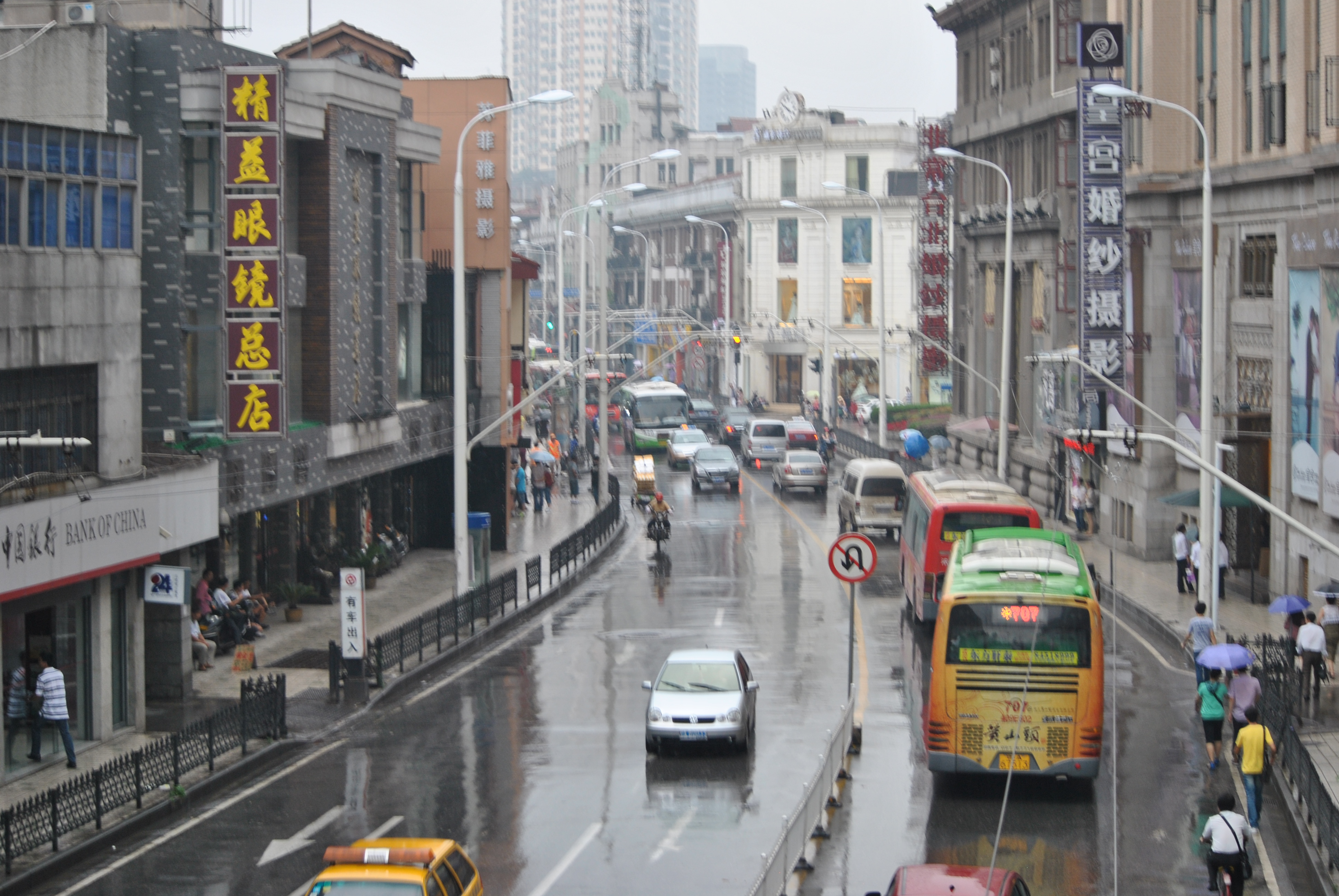
2011年的中山大道
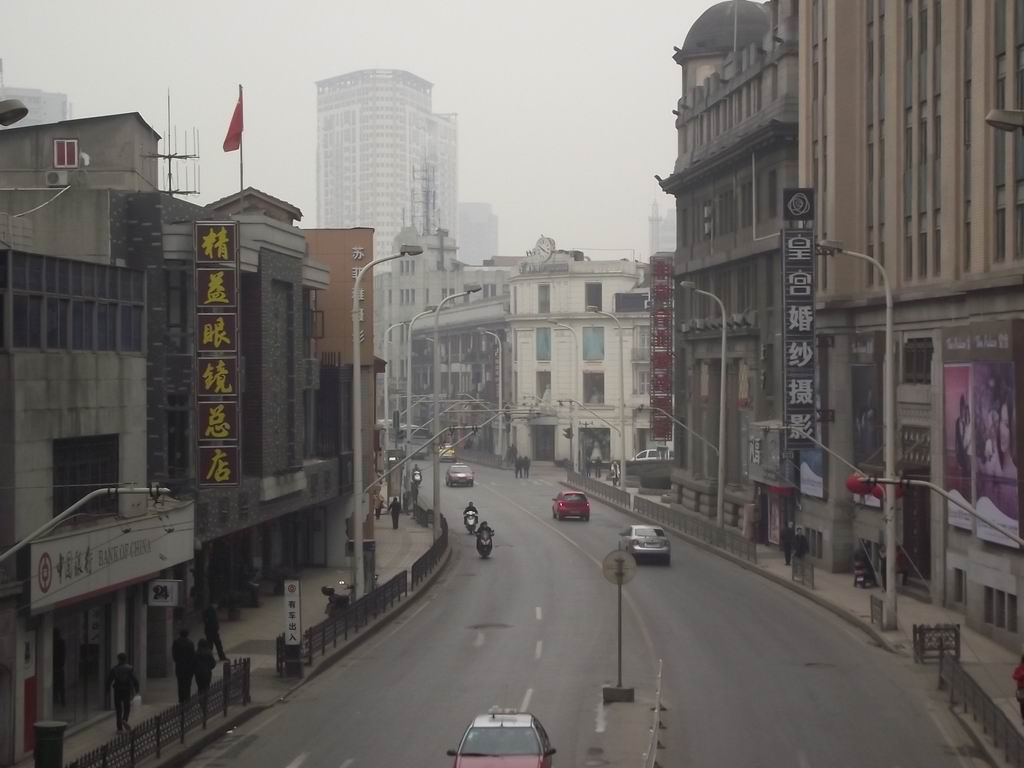
2011年的中山大道
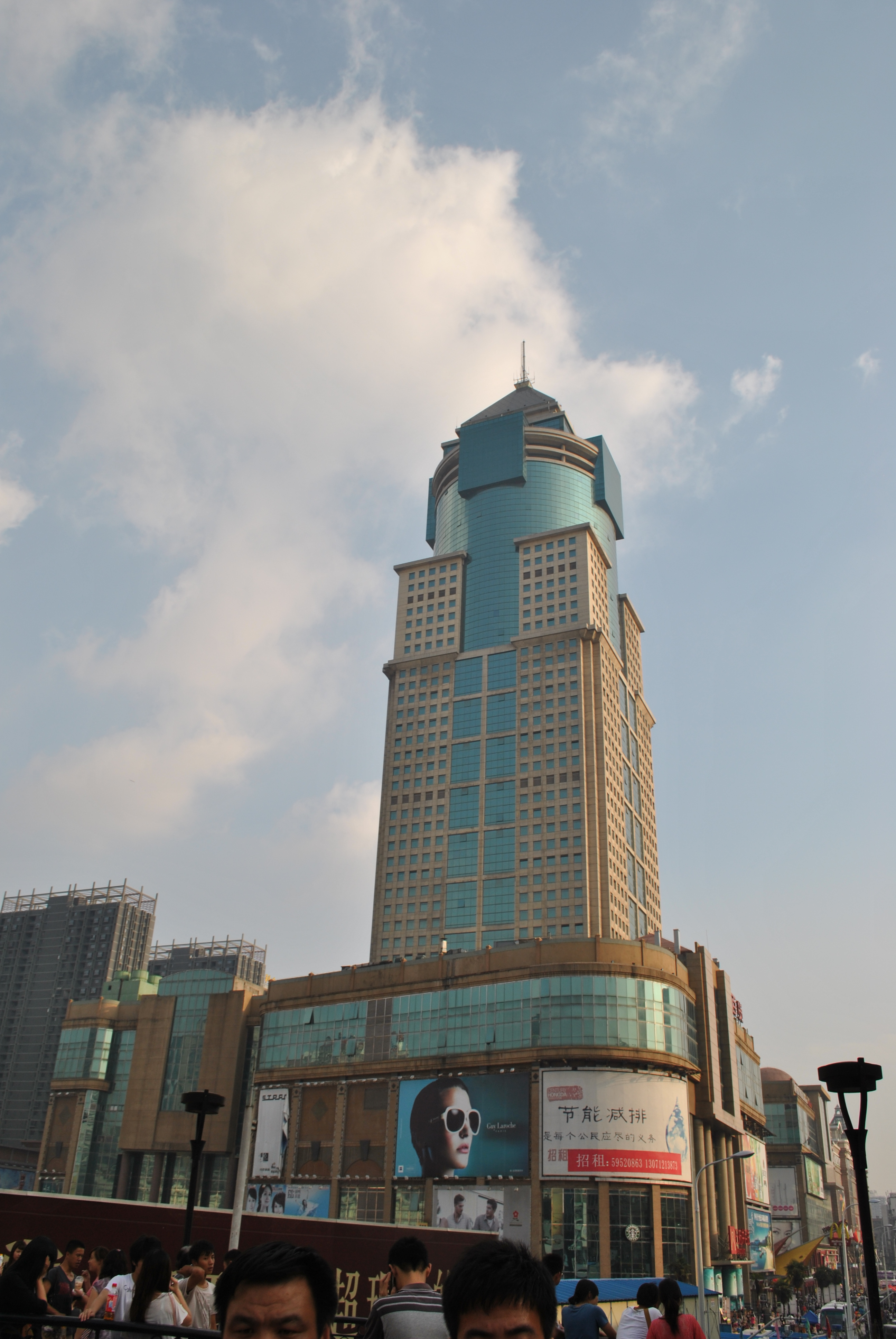
建成於1997年的佳丽广场，中山大道上的地标建筑物之一
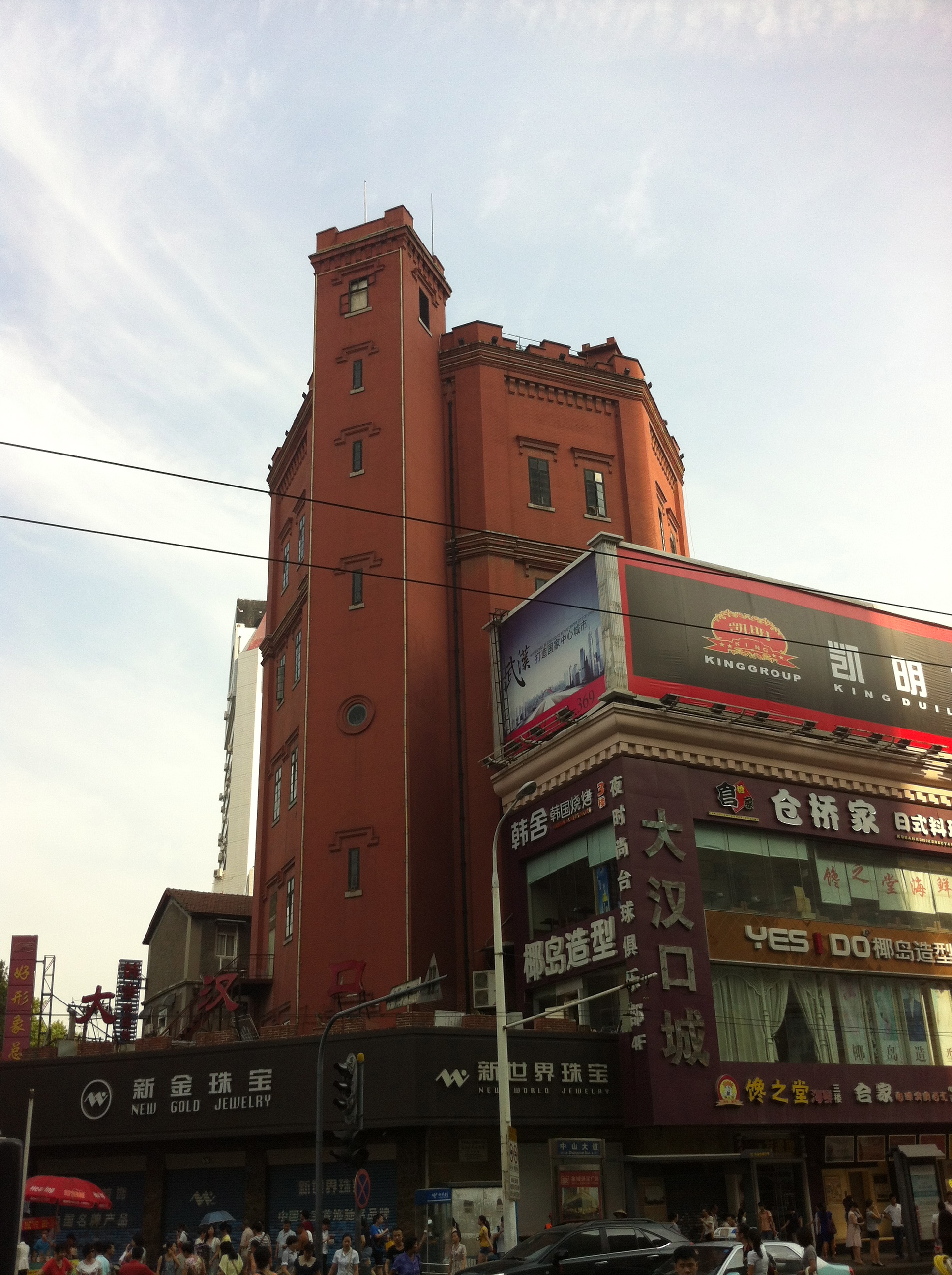
汉口水塔